# Chráněná krajinná oblast Poľana
Chráněná krajinná oblast Poľana (slovensky Chránená krajinná oblasť Poľana) je jedna z 14 chráněných krajinných oblastí na Slovensku. Náleží do geomorfologických celků Poľana a Veporské vrchy, leží v Banskobystrickém kraji a zasahuje do okresů Banská Bystrica, Brezno, Detva a Zvolen. Byla vyhlášena v roce 1981 a má rozlohu 203,6 km². Od roku 1990 patří mezi jednu ze čtyř slovenských biosférických rezervací programu UNESCO Člověk a biosféra.

## Historie
Chráněná krajinná oblast byla zřízena 12. srpna 1981 a novelizována 3. září 2004. Mezi dříve vyhlášená chráněná území patří národní přírodní rezervace Badínský prales (1913), Zadná Poľana (1953) a Boky (1964), a přírodní památky Bátovský balvan (1964) a Kalamárka (1977).

## Charakteristika
Poľana je nejvyšší sopečné pohoří na Slovensku. Na jejím území se nachází sopka s průměrem kaldery 6 km a obvodem téměř 20 km, která patří mezi největší vyhaslé sopky v Evropě. Od roku 1990 patří mezi jednu ze čtyř slovenských biosférických rezervací programu UNESCO Člověk a biosféra.
Nejvyššími vrcholy jsou Poľana s nadmořskou výškou 1458 metrů a Predná Poľana s výškou 1367 metrů.

## Maloplošná zvláště chráněná území
V chráněné krajinné oblasti se nachází následující maloplošná zvláště chráněná území:
Národní přírodní rezervace
- Hrončecký grúň
- Zadná Poľana
- Ľubietovský Vepor

Národní přírodní památky
- Vodopád Bystrého potoka

Přírodní rezervace
- Havranie skaly
- Kopa
- Mačinová
- Pod Dudášom
- Pralesy Slovenska – Bartkovo
- Pralesy Slovenska – Bukovina
- Pralesy Slovenska – Bystrý potok
- Pralesy Slovenska – Bútľavka
- Pralesy Slovenska – Koryto
- Pralesy Slovenska – Kútik
- Pralesy Slovenska – Poľana
- Pri Bútľavke
- Príslopy
- Vrchslatina

Přírodní památky
- Bátovský balvan
- Havranka
- Jánošíkova skala
- Kalamárka
- Kamenistý potok
- Melichova skala
- Spády
- Veporské skalky

Chráněné areály
- Dolná Zálomská
- Horná Chrapková
- Hrochotská Bukovina
- Meandre Kamenistého potoka

## Turistika
Od roku 1998 vede územím chráněné krajinné oblasti naučná stezka. V roce 2013 byla zrekonstruována správou chráněné krajinné oblasti a Lesy Slovenské republiky. Delší okruh měří 17 km, kratší 8,5 km.